# Pachalik de Temeşvar
1552–1716
Entités précédentes :
- Royaume de Hongrie orientale
- Pachalik de Budin

Entités suivantes :
- Banat de Temeswar

Le pachalik de Temeşvar ou eyalet de Temeşvar (turc osmanli : Eyâlet-i Temeşvar ; hongrois : Temesvári vilajet) était une des provinces de la Hongrie ottomane. Sa capitale était Temeşvar. Elle correspond à peu près au territoire du Banat historique.